# Informační systém Masarykovy univerzity
Informační systém Masarykovy univerzity (zkráceně IS MU) je univerzitní administrativní webový informační systém Masarykovy univerzity přístupný přes Internet veřejnosti, zaměstnancům, studentům a absolventům univerzity. Je určen k zveřejňování informací, má integrovaný e-mailový server a slouží zejména pro celkovou administrativu všech studentů a jejich studií a studijních potřeb na všech fakultách univerzity jednotně.
Informační systém je vyvíjen, provozován a inovován od prosince 1998 vývojovým týmem Centra výpočetní techniky Fakulty informatiky Masarykovy univerzity (FI MU). Je umístěn v datovém centru FI MU v Brně na Botanické ulici.
Informační systém Masarykovy univerzity byl oficiálně uveden do provozu 1. března 1999 jako nástroj pro evidenci publikací, životopisů a katalog předmětů, poté již byly prioritně vyvíjeny aplikace pro studijní evidenci. V roce 1999 běžel na jednom serveru, při 2 GB paměti a 32 GB diskové kapacity jej používalo 11 972 uživatelů. Za rok 1999 se do něj vykonalo 3,7 mil. přístupů.
V roce 2014 byl provozován na více než 50 počítačích s více než 300 procesorovými jádry, při 1,2 TB operační paměti a 200 TB úložištěm jej aktivně používalo 62 653 uživatelů. Za rok 2014 se do něj vykonalo 865 milionů přístupů.
Masarykova univerzita prodává informační systém formou outsourcingu také dalším vysokým školám. V roce 2024 ho používaly také Slezská univerzita v Opavě, Janáčkova akademie múzických umění, Vysoká škola technická a ekonomická v Českých Budějovicích a několik dalších soukromých škol.

## Veřejná a neveřejná část
Ve veřejné části obsahuje informační systém řadu informací o studijních programech a oborech, všech vyučovaných předmětech a lidech působících na univerzitě, a to ve vzájemných vazbách (kdo vyučuje, co, kde, v jakém programu, s kterými kolegy, koho školil apod.) pomocí webových stránek a hypertextu. Má vlastní souborové úložiště, fulltextové vyhledávání, rozvrhové funkce, podporu e-learningu a další aplikace. Pomocí informačního systému se vede agenda elektronických přihlášek uchazečů k studiu na univerzitě. Obchodní centrum zde slouží jako e-shop vzdělávacích aktivit, univerzitních publikací a platební rozhraní s ročním obratem 132 milionů korun (2014).
V neveřejné části používá IS MU každý student této univerzity jako povinnou součást svého studia ze studijního a zkušebního řádu. Evidují se v něm závazné informace o předmětech a studijních povinnostech, vypisují se v něm zkouškové termíny, vede se zde evidence známek, zápis k studiu a agenda jeho ukončení. Svou agendu v informačním systému vedou také učitelé a ostatní zaměstnanci univerzity. Všem uživatelům je přiděleno jednoznačné identifikační univerzitní číslo osoby (UČO), e-mailová adresa a úložný prostor.

## Součásti informačního systému

### Administrativa studia

#### Student
V agendě student je zejména přehled zapsaných předmětů a získaných známek v každém studiu, přihlašování na zkoušky. Student v této agendě může zkontrolovat průchod svým studiem, tedy podle kontrolní šablony nechat informační systém zkontrolovat seznam povinných a volitelných předmětů ve vztahu k jeho studiu nebo zjistit nakolik splňuje kritéria jiného studijního programu a oboru. V agendě se provádí také registrace (předzájem) a závazný zápis předmětů studia, přihlašování do seminárních skupin jednotlivých předmětů. 
Před zahájením semestru se student právě pomocí informačního systému povinně zapisuje do dalšího období (student fyzicky nikam nejde, zápis dělá v IS MU).
Do tzv. poznámkových bloků, které mají textovou podobu jen pro zobrazení studentovi, učitel vkládá průběžné hodnocení, jako jsou slovní komentáře či počty bodů nebo mezivýsledky z prací a úkolů v průběhu semestru. Z pohledu studenta je zde možné projít naskenované zkontrolované (opravené) odpovědní listy ze zkoušek, pokud takovou formu a zpracování pomocí IS MU učitel použil.
Student zde nalezne také rozhodnutí o poplatku za studium a jeho výši. Vybírá téma, přihlašuje se a odevzdává zde také závěrečnou práci. 

#### Učitel, Školitel
V agendě učitel jsou zadávány známky a informace do poznámkových bloků, vypisovány zkoušky, přehlašováni studenti na různé termíny a seminární skupiny a probíhá zde kontrola a úprava předmětů, jež daný učitel vyučuje. Také je to vstupní bod pro vytváření e-learningu. 
Pod agendu školitel spravují vedoucí závěrečných prací a doktorandů relevantní údaje.

#### Rozvrh
V rozvrhu je přehled výuky pro místnosti, studenty či učitele. Aplikace umožňuje generování rozvrhů a jejich export. 

#### Hledání, Úschovna, Můj web
Úschovna je časově omezené úložiště dat pro studenty i učitele, slouží k přenosu kapacitně velkých souborů. Aplikace nazvána můj web je správa osobního webového prostoru. V aplikaci hledání je možné fulltextově vyhledávat ve většině agend ISu. Jednoduchá aplikace projekty usnadňuje organizaci úkolů týmům pracujícím na společném projektu.

#### Ubytování, Stipendia a spolek, Fotosbírka, Podnětovny
Sekce ubytování slouží k podávání žádostí o koleje, stipendia ke správě stipendií (studijních, ubytovacích, sociálních…) a spolek k přihlášení se do Spolku absolventů a přátel MU. Fotosbírka slouží ke shromáždění dokumentárních fotografií týkajících se MU a podnětovny ke sběru podnětů od uživatelů.

### Komunikační nástroje

#### Vývěska, Diskuzní fóra a E-volby
Vývěska slouží jako elektronická nástěnka fakult, celé univerzity i jednotlivých studentů. Diskuzní fóra jsou masivně využívána ke komunikaci studentů mezi sebou i s lektory. Existují oficiální diskuzní fóra celé univerzity, jednotlivých fakult, předmětová diskuzní fóra a také plkárny, které slouží pro zábavu a volnou diskuzi. E-volby slouží jako anketa k různým tématům a umožňují také oficiální hlasování do akademických orgánů. 

#### Pošta, Lidé, Pracoviště a kontakty
Aplikace pošta slouží jako klasický e-mail, lidé je seznam veřejných a osobních údajů o studentech a pracovnících školy, z nichž každý má automaticky osobní stránku, kterou může dále doplnit. Pracoviště spravují různá pracoviště školy. V této agendě existuje i správa vstupů do oblastí zpřístupněných kartou ISIC, kterou vlastní každý student prezenčního studia MU.

### Studijní materiály a jejich správa

#### Studijní materiály
V Informačním systému Masarykovy univerzity může mít každý předmět vlastní archiv studijních materiálů, videozáznamů (pokud byly pořízeny a učitelem svoleny k zveřejnění) a sběru souborů od studentů. Soubory a složky jsou hierarchicky seřazeny a mohou se lišit podle jednotlivých období výuky (každý semestr nová složka). Jsou dostupné ve veřejné nebo jen v neveřejné části systému, informační systém dokáže ledovat počet čtení jednotlivými osobami a zveřejňuje statistiku přístupu. Systém sběru souborů, odevzdávaní vlastní práce, je interně nazván jako odevzdávárna.

#### Správce souborů
IS MU používá pro správu vlastního správce souborů, který je přístupný v prohlížeči s řadou WYSIWYG ikon pro jednotlivé operace, exporty, importy, s možností vyplnění různých metadat o uložených souborech. Dokáže soubory po vložení s časovým odstupem automaticky konvertovat do PDF a provádí také optické rozpoznávání znaků do textového tvaru. Ve správě studijních materiálů hraje významnou roli správa oprávnění (role garanta, učitele, studenta v období, studenta fakulty, aktivní, absolvent, vyjmenovaný apod.). V archivu studijních materiálů je dostupná také anonymní tzv. poskytovna materiálů od studentů studentům, která ovšem pomáhá v budování indexu podobných souborů pro vyhledávání plagiátů. 

#### Interaktivní materiály
Řadu studijních materiálů lze prezentovat nejen jako soubory, ale také interaktivně pomocí vlastních interaktivních osnov a různých forem zkoušení a procvičování. Interně jsou tyto webové formuláře na testování nazvány jako odpovědníky, může jít o vyplňování, výběr nebo zatrhávání správných odpovědí, již známe z jiných learning management systémů. Vývojový tým informačního systému tyto funkce dále vyvíjí a zaměstnává pracovníky tzv. e-techniky na pomoc s touto součástí systému.

### Obchodní centrum
V obchodním centru probíhá prodej vzdělávacích aktivit (např. přípravné kurzy, odborné konference nebo univerzita třetího věku) a úhrada poplatků spojených se studiem (např. sportovní kurzy nebo vydání revalidační přelepky k ISICu). Je zde možné objednat různé knihy z produkce univerzity. Od roku 2014 obchodní centrum přijímá také platby v eurech.

### Absolventská síť
Přístup do IS MU zůstává všem lidem i po ukončení aktivního vztahu ke škole. Speciálně pro absolventy jsou připraveny další komunitní služby, např. promoční kruhy, seznam známých, blogy, aby mohli udržovat kontakty ze studií. S tímto záměrem bylo zpětně do ISu zavedeno přes 125 000 archivních záznamů z promočních knih.

## Ocenění
V roce 2005 byla Informačnímu systému Masarykovy univerzity udělena cena EUNIS Elite Award za nejlepší implementaci univerzitních informačních systémů a jako uznání vedoucího postavení v používání IT v rámci vysokého školství.
V roce 2007 získal za svůj elektronický archiv závěrečných prací se systémem na odhalování plagiátů cenu Inforum 2007. Toto ocenění IS MU vedlo k vytvoření národního archivu závěrečných prací theses.cz.